# Signalisation ferroviaire suisse
La signalisation ferroviaire suisse désigne les systèmes de signalisation utilisés en Suisse par les différentes compagnies ferroviaires du pays. Elle est composée de deux types principaux de signaux lumineux, utilisables jusqu'à 160 km/h, au-delà de quoi la signalisation en cabine est obligatoire. La réglementation prévoit toujours l'utilisation de signaux mécaniques, mais ceux-ci ont pratiquement disparu.

## Aspects légaux
La signalisation est soumise à des règles strictes, régies par l'Office fédéral des transports en collaboration avec les entreprises ferroviaires. Les modalités d'utilisation sont précisées dans les Prescriptions de circulation des trains (PCT) ou R 300.1-15, dont la dernière version date du 1er juillet 2024 et sont basées sur l'article 11 de l'ordonnance du 23 novembre 1983 sur les chemins de fer.
Les PCT forment la base de la réglementation ferroviaire applicable sur le territoire de la Confédération suisse et règlent la plupart des situations, types de signalisation, procédures et comportements admissibles sur le réseau ferré suisse. Néanmoins chaque gestionnaire de l'infrastructure ainsi que toute entreprise de transport ferroviaire agréée a la possibilité d'édicter ses propres règlements qui peuvent compléter voire se substituer dans certains cas aux PCT en vigueur, mais dont les textes doivent être approuvés par l'Office Fédéral des Transports avant leur publication.
Ainsi au niveau de la signalisation ferroviaire suisse traitée dans cet article, plusieurs cas traités principalement dans le R 300.2 ("Signaux") des PCT sont précisés, remplacés ou supprimés par les prescriptions du gestionnaire de l'infrastructure.
Par souci de clarté, les signaux expliqués ci-dessous sont ceux reconnus valables par le R 300.2 ("Signaux") des PCT, ainsi que les compléments mentionnés dans le règlement « Dispositions Exploitation CFF Infra » valable pour le réseau CFF, les signaux spécifiques uniquement aux compagnies BLS et au SOB ainsi que les exceptions en relation ne sont pas mentionnés.

## Généralités

### Convois
Les convois sur le réseau ferré suisse sont divisés en deux catégories : mouvement de manœuvre et train. Selon les prescriptions légales, un convoi doit autant que possible circuler en tant que train. Les mouvements de manœuvre sont réservés aux circulations, soit ne pouvant s'effectuer en tant que train, soit ne pouvant être protégés par la signalisation lumineuse, comme par exemple les manœuvres entre les différentes voies d'une gare, l'accès aux voies de raccordement, aux ateliers et aux dépôts.
Selon qu'une circulation s'effectue en tant que mouvement de manœuvre ou en tant que train, elle implique l'observation de différents types de signaux et un autre niveau de protection par les installations de sécurité. Par exemple, la signalisation lumineuse (ou en cabine) et les systèmes de protection Integra-Signum, ZUB 121 et ETCS ne s'appliquent pas aux mouvements de manœuvre.

### Zones du réseau ferré
Le réseau est divisé en zone de signalisation latérale où les signaux conventionnels s'appliquent et où la vitesse ne peut pas dépasser 160 km/h et zone de signalisation en cabine où les instructions parviennent au mécanicien directement dans la cabine de conduite. Dans cette dernière, la signalisation latérale est réduite et réservée aux convois qui ne sont pas surveillés par système de contrôle, comme les marches de manœuvre ou en cas de panne. 
Dans une zone de signalisation latérale, la voie est divisée en deux catégories: gare et pleine voie. La zone de la gare est définie par les signaux d'entrée, marqués en tant que tels. Les mouvements de manœuvre ne s'effectuent en principe qu'en gare. Pour faire un mouvement de manœuvre en pleine voie un ordre du chef-circulation est nécessaire. Les signaux sont en général implantés à gauche. Pour les voies doubles ou multiples, les signaux de la voie la plus à droite peuvent être placés à droite de la voie. Ainsi il n'est pas nécessaire d'installer des potences ou des portiques sur les voies doubles, les signaux étant souvent placés de part et d'autre des voies. Les signaux s'adressent parfois uniquement aux trains, parfois aux mouvements de manœuvre et parfois aux deux types de circulations.
Dans une zone de signalisation en cabine, il n'y a pas de distinction entre gare et pleine voie. Cependant, les mouvements de manœuvre ne peuvent avoir lieu que dans les zones prévues à cet effet.

## Signalisation lumineuse

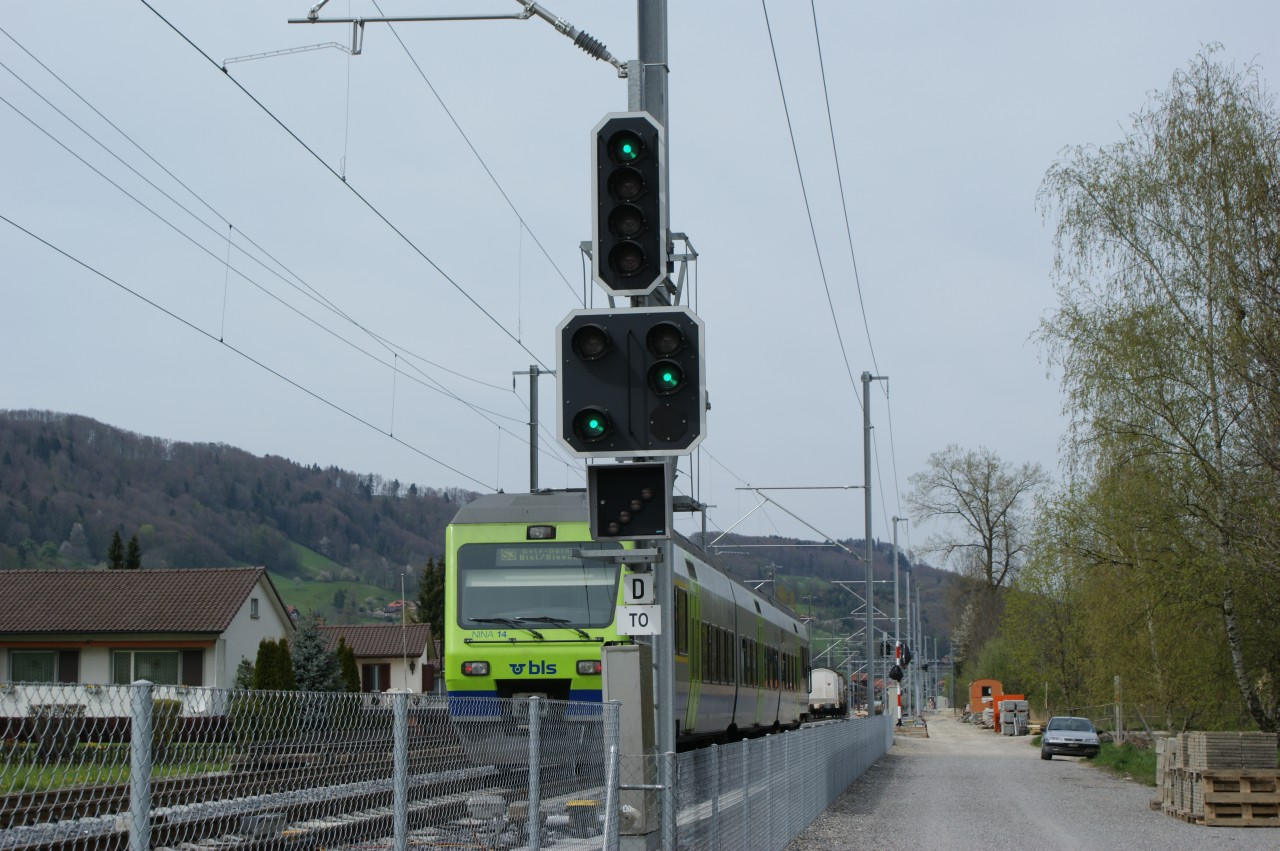
Exemple de signalisation lumineuse de type L avec signal auxiliaire éteint au-dessous.

La signalisation lumineuse suisse est divisée en deux groupes distincts, reconnaissables par la différence de forme de la cible, à savoir le type L (pour lumineux) et le type N (pour numérique). Le type L est le plus ancien; le système N a été développé par la suite pour le projet Rail 2000.
Quel que soit le type de signalisation utilisée, celle-ci utilise un signal avancé qui renseigne le conducteur sur l'image du signal principal suivant selon le principe du block-système à voie fermée. Le mécanicien doit alors adapter son comportement de façon à obéir à l'ordre annoncé à hauteur du signal principal. Les signaux avancés sont toujours de forme carrée alors que les signaux principaux sont de forme allongée ou ronde, selon leur type. Les signaux sont toujours implantés à gauche, sauf sur les doubles voies banalisées et là où la visibilité le requiert.
Selon la réglementation en vigueur, les signaux lumineux peuvent s'adresser soit aux trains, soit aux mouvements de manœuvre. Les signaux de types N et L s'adressent exclusivement aux trains et ne doivent pas être pris en compte lors d'un mouvement de manœuvre. À l'inverse, les signaux pour la manœuvre ne s'appliquent pas à la circulation des trains.
Actuellement, les CFF remplacent progressivement les signaux de type L par leurs équivalents de type N. Cela est motivé par le fait que la signalisation de type N est plus complète, mieux adaptée aux vitesses élevées (plus de 140 km/h), permettant ainsi une plus grande fluidité du trafic. La plupart des autres compagnies suisses n'utilisent pour l'instant que la signalisation de type L.

### Le type L

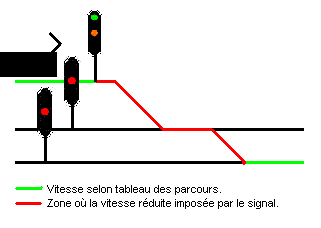
Exemple d'un ralentissement avec les vitesses limites applicables

La signalisation lumineuse de type L est la plus répandue sur le territoire du pays. Elle permet d'autoriser les trains à circuler selon leur vitesse respective, elle permet également de les ralentir ou encore de les arrêter. 
Les réductions de vitesse imposées par la signalisation de type L, lorsqu'elle protège une sortie de gare ou une diagonale d'échange, ne s'appliquent qu'à la zone d'aiguillages protégés par le signal et normalement pas au tronçon de voie complet qui le suit. Ainsi si un signal présente l'image 2 (vitesse maximale de 40 km/h au franchissement du signal), le 40 km/h doit être respecté à partir du signal, puis sur les aiguillages concernés; dès que le train aura complètement franchi le dernier aiguillage en position dévié, il pourra reprendre sa vitesse de ligne selon les tableaux de parcours.
Cette façon de procéder oblige les conducteurs à connaître pour chaque signal les aiguillages auxquels ils pourraient se rapporter.
Un signal présentant l'image arrêt ne peut en aucun cas être franchi sans un ordre protocolé du chef-circulation. Cet ordre est soit transmis directement par écrit, soit dicté par radio, dans ce cas le mécanicien de locomotive devra répéter mot pour mot l'ordre de franchissement et le consigner par écrit. Une fois l'ordre reçu le train pourra continuer en marche à vue à la vitesse maximale de 40 km/h.
Cette procédure très restrictive étant aussi très lente, il existe un signal auxiliaire, montré ci-dessous, qui permet de donner directement l'assentiment pour le franchissement du signal sans ordre écrit de façon à ne pas provoquer des retards insupportables en cas de panne d'un signal.
Dans certains cas, notamment pour signaler l'entrée des gares, il est possible de trouver un signal principal et un signal avancé sur le même mât. Dans ce cas là, le signal avancé indique l'image du signal suivant.
| Signal avancé | Signification | Signal principal |
| --- | --- | --- |
| Signal présentant deux feux vert en diagonale sur un carré noir                                                  | Image 1 : Voie libre, circulation à la vitesse maximum selon tableau des parcours et catégorie de trains et de freinage correspondante.                                                          | Signal présentant un feu vert sur un signal oblongue allongé |
| Signal présentant un feux orange en haut à gauche et un feux vert au milieu à droite, le tout sur un carré noir  | Image 2 : Vitesse 40 km/h pour les aiguillages en déviations concernés. | Signal présentant un feu vert en dessus d'un feu orange sur un signal oblongue noir allongé |
| Signal présentant un feu orange en haut à gauche et deux feux verts en diagonale, le tout sur un carré noir      | Image 3 : Vitesse 60 km/h pour les aiguillages en déviations concernés. Si des vitesses différentes sont spécifiées dans les tableaux de parcours, ce sont ces vitesses là qu'il faut respecter. | Signal présentant deux feux verts verticaux sur une forme oblongue allongée noir |
| Signal présentant deux feux verts en diagonale et un autre feu orange en bas à droite, le tout sur un carré noir | Image 5 : Vitesse 90 km/h pour les aiguillages en déviations concernés. | Signal présentant trois feux verts verticaux sur une forme oblongue allongée noire |
| Signal présentant un feux orange en haut à gauche et un feux vert au milieu à droite, le tout sur un carré noir  | Image 6 : Vitesse 40 km/h, le prochain signal présente l'image d'arrêt et se trouve à distance réduite.                                                                                          | Signal présentant deux feux orange verticaux sur une forme oblongue allongée noir |
| Signal présentant un feux orange en haut à gauche et un feux vert au milieu à droite, le tout sur un carré noir  | Voie occupée : 40 km/h, puis marche à vue dès la distance de freinage. Il faut s'attendre à trouver un convoi sur le tronçon suivant le signal et être prêt à s'arrêter avant.                   | Signal présentant un feu vert en dessus d'un feu orange sur un signal oblongue noir allongé, en dessous un signal avancé est éteint puis, encore au-dessous, se trouve une barre lumineuse horizontale allumée |
| Signal présentant deux feux orange en haut sur un carré noir                                                     | Image Arrêt : Les trains doivent s'arrêter devant ce signal. | Signal présentant un feu rouge |
| Panneau pour annoncer l'absence de signal avancé d'entrée                                                        | Image absence de signal avancé d'entrée : Ce panneau se trouve à distance de freinage du signal d'entrée. Il faut s'attendre à trouver le signal d'entrée à l'arrêt.                             | |

Sur les lignes où les blocks sont très rapprochés, un système dit combiné a été développé. Le signal peut alors présenter sur la même cible de forme carrée soit une image de signal avancé (avertissement ou annonce de vitesse), soit une image de signal principal (voie libre, arrêt ou exécution de vitesse). Afin d'être reconnu comme étant un signal principal, dans le cas où l'alignement des lampes ne le permettrait pas, le signal combiné porte un panneau complémentaire distinctif.

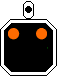
Signal combiné

Dans une configuration de type L avec signaux combinés, l'image avancée de voie libre n'est pas représentée mais implicitement indiquée par l'image de voie libre. Si un signal présentant une annonce de vitesse est suivi d'une autre annonce de vitesse, la première vitesse annoncée doit être respectée à partir du second signal bien que celui-ci ne présente pas explicitement une image d'exécution.

### Le type N
Introduite en 1986, la signalisation de type N (pour Numérique) remplace progressivement la signalisation de type L sur le réseau CFF et tend également à être utilisée par d'autres compagnies, le BLS notamment.
Contrairement à ce qui se fait avec la signalisation de type L, un signal principal de type N n'est pas forcément précédé d'un signal avancé. En effet, tous les signaux principaux de type N sont susceptibles de présenter l'avertissement ou une annonce de vitesse et de jouer ainsi le rôle de signal avancé. Concrètement cela signifie qu'un signal principal de type N peut présenter l'image avancée du signal principal suivant. Dès lors, si un mécanicien passe un signal de type N qui lui présente une image d'exécution de réduction de vitesse, il devra maintenir cette vitesse jusqu'à ce qu'il puisse reconnaître avec certitude l'image du signal suivant, qui pourrait toujours lui imposer de continuer à vitesse réduite.
La façon d'indiquer les vitesses n'est plus basée sur une composition de signaux vert et orange, mais sur une seule couleur accompagnée si nécessaire d'un chiffre qui représente la vitesse réduite imposée par le signal en question. Ainsi le vert représente la voie libre ou, s'il est accompagné d'un chiffre, une exécution de vitesse. Un feu orange représente toujours un avertissement ou une annonce de vitesse s'il est accompagné d'un chiffre et un feu rouge représente toujours l'image d'arrêt qui reste totalement infranchissable sans ordre écrit ou utilisation d'un dispositif de secours.
Enfin, afin d'être reconnu facilement, les signaux avancés sont entourés par un carré blanc et les signaux principaux par un cercle blanc.
| Signal avancé | Signification | Signal principal                                                                        |
| ------------- | --- | --------------------------------------------------------------------------------------- |
| ou            | Voie libre, circulation à la vitesse maximale indiqué par les tableaux de parcours et la catégorie de train et de freinage correspondante. | Signal principal présentant un feu vert                                                 |
| ou            | Ralentissement à la vitesse indiquée par le chiffre multiplié par dix, en kilomètre par heure. | Signal présentant un feu vert et un 7 allumé en dessous                                 |
| ou            | Itinéraire court, limitation de vitesse à 40 km/h, le prochain signal se trouve à distance de freinage réduite et présente l'image d'arrêt. | Signal présentant un feu orange et une barre horizontale clignotante allumée en dessous |
| ou            | Voie occupée, limitation de vitesse à 40 km/h maximum, un obstacle se trouve sur le prochain tronçon et il faut être prêt à s'arrêter avant. | Signal présentant un feu orange et une barre horizontale allumée en dessous             |
| pas d'annonce | Préavertissement, la vitesse doit être réduite de façon à pouvoir arrêter le convoi avant le second signal successif, qui présente l'image d'arrêt et ne respecte pas la distance de freinage pour la vitesse maximale admissible sur le tronçon. | Signal présentant un feu orange et un V allumé en dessous                               |
| ou            | Arrêt devant le signal. | Signal présentant un feu rouge                                                          |

Panneau vitesse de pleine voie.

A la différence du système L, la fin de la zone d'aiguillages en sortie de gare est indiquée par un panneau de vitesse de pleine voie. Si le signal principal de sortie de gare indique une limitation de vitesse, le train pourra reprendre son trajet à la vitesse maximale permise selon le tableau de parcours une fois le signal franchi.
Les signaux du type N peuvent être surmontés des panneaux suivants pour donner des informations complémentaires:

Les différentes présentations possibles du signal auxiliaire

| Panneau | Description |
| ------- | --- |
|         | Signal répétiteur. Le signal est un deuxième signal avancé du signal principal suivant. |
|         | Préannonce d'un signal d'entrée. Le signal principal suivant est un signal d'entrée de gare. |
|         | Indicateur du début de la gare. Le signal est un signal d'entrée de gare. Le panneau contient l'abréviation officielle de la gare (dans le cas présent, la gare de Berne).                              |
|         | Indicateur de fin de la gare. Il ne se trouve pas forcément au-dessus d'un signal lumineux, il est normalement au dos du signal d'entrée. La même abréviation que dans le signal d'entrée est affichée. |

### Le signal auxiliaire
Existant tant sur le système L que le système N, le signal auxiliaire est un dispositif de secours permettant d'autoriser le franchissement, par un train, d'un signal présentant une image d'arrêt.
En règle générale, lorsqu'un signal ne peut être mis à voie libre à la suite d'un dérangement, il est fait usage d'un formulaire d'ordre qui prend un certain temps à être dicté. Pour éviter d'aggraver une situation déjà source de pertes de temps importante, le signal auxiliaire a été mis en place. Concrètement, son fonctionnement permet de s'affranchir de l'obligation de recevoir un ordre écrit et permet de gagner ainsi de précieuses minutes; par contre le signal auxiliaire ne donne aucune garantie supplémentaire quant à l'état de l'itinéraire en aval du signal, il ne fait qu'autoriser son franchissement.
L'image signal auxiliaire indique donc au mécanicien de s'avancer en marche à vue jusqu'au signal principal suivant. Le block est à considérer comme en dérangement, et les passages à niveau aussi.
Sur l'image présentée à droite, les images 807 à 809 montrent des signaux auxiliaires, l'image 810 montre un signal principal pour installation de passage à niveau en dérangement, donnant l'assentiment au mécanicien de franchir le passage à niveau.
Tous les signaux ne sont pas équipés pour présenter le signal auxiliaire, celui-ci se rencontre essentiellement à l'entrée des gares, quelquefois à leur sortie (principalement sur le réseau du BLS).

### Signal de groupe

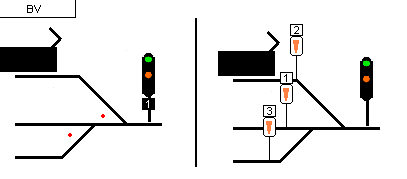
Exemples de cas de signaux de groupe. Dans l'exemple de gauche le numéro de voie concernée est indiqué sous le signal. Dans l'exemple de droite, une indication exécution de vitesse 40 km/h (Image 2) s'applique à la voie dont le panneau complémentaire porte le chiffre 2.

Un signal de groupe est un signal qui s'applique à plusieurs voies, dont l'ouverture n'est valable que pour l'une seule d'entre-elles. Il est généralement implanté à la sortie d'une gare où les voies se regroupent vers une ligne à voie unique. La réglementation prévoit que lorsque plusieurs trains sont en attente devant un signal de groupe, le chef-circulation doit avertir tous les convois que le signal va s'ouvrir et qu'ils ne sont pas autorisés à partir; ainsi le train qui verra un signal de groupe s'ouvrir et n'aura reçu aucun appel est autorisé à partir. Néanmoins ce système est assez lent et peut devenir confus dans certains cas, c'est pourquoi une signalisation complémentaire existe également.
Pour indiquer la voie concernée par l'ouverture du signal, les signaux complémentaires suivants peuvent être utilisés:
- Par un chiffre lumineux sous le signal principal indiquant le numéro de la voie. La voie numéro une étant toujours celle qui se situe du côté du bâtiment voyageur (ou BV dans le jargon ferroviaire). Ce mode n'est utilisable qu'avec le système L, car avec le système N emploie déjà un chiffre pour indiquer l'exécution de vitesse. Une telle situation est présentée dans la partie gauche de l'image ci-contre.
- Par un panneau indicateur d'image de voie libre. Ce mode n'est aussi utilisable qu'avec le système L. Dans ce mode le signal principal affiche une image (voie libre ou exécution de vitesse, selon le tableau ci-dessus) différente pour chaque voie. La correspondance avec la voie concernée est indiquée par un panneau portant un chiffre. Dans l'exemple ci-contre, l'autorisation de départ pour la voie du haut est indiqué par une exécution de vitesse 40 km/h (image 2). Une signal affichant voie libre (image 1) autorise le départ depuis la voie centrale et exécution de vitesse 60 km/h (image 3) pour la voie du bas.
- Par un signal annonciateur de voie libre. Il s'agit d'une flèche lumineuse tournée vers le haut, qui n'est allumée que sur la voie à partir de laquelle le départ est autorisé.
- Il est également possible, lorsqu'ils sont présents, d'utiliser les signaux nains comme signaux complémentaires, puisque ceux-ci s'ouvrent même pour les trains.

Les trains situés sur les autres voies savent que le signal indique implicitement l'image d'arrêt pour leur voie.

### Passages à niveau
Un passage à niveau surveillé, c'est-à-dire dont le mauvais fonctionnement empêche son franchissement par un train, transmet son statut aux trains de deux manières:
- Soit par intégration dans l'appareil de contrôle des appareils de voie (aiguillages, ...) et signalisation (enclenchement). Dans ce cas, le signal lumineux permettant l'entrée dans le canton contenant le passage à niveau ne peut s'ouvrir qu'une fois les signaux lumineux enclenchés et les barrières abaissées.
- Soit par une installation séparée. Dans ce cas une boucle de détection est placée à une distance suffisante pour permettre l'activation du passage à niveau puis l'arrêt du train en cas de problème. Les signaux suivants sont utilisés pour indiquer le bon fonctionnement du passage à niveau.

| Signal | Description |
| ------ | --- |
|        | Signal avancé du feu de contrôle pour installation de passage à niveau. Ce signal est optionnel. |
|        | Feu de contrôle pour installation de passage à niveau. Si le passage à niveau est enclenché et les barrières sont baissées, le feu (normalement orange, parfois blanc) clignote. Dans le cas contraire une balise déclenche un freinage d'urgence lors du franchissement du signal. |
|        | Balise protégeant un passage à niveau sans feu de contrôle. |

### Signal d'autorisation de départ et d'essai des freins

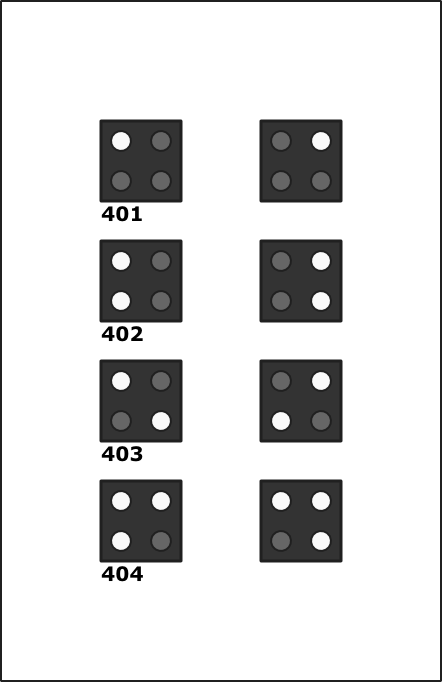
Signaux pour l'essai des freins

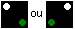
Autorisation de départ

Dans certaines gares, des signaux sont également nécessaires pour transmettre le prêt commercial au mécanicien du train ou effectuer l'essai des freins, pour ce faire on fait usage du signal d'autorisation de départ et d'essai des freins. Ces signaux sont positionnés, dans certaines gares, le long des quais et parfois sous le signal de sortie de manière à pouvoir être visible de partout.
Le signal d'autorisation de départ permet au mécanicien de savoir que le débarquement et l'embarquement sont terminés et que les portes du train, mise à part celle du chef de train, ont été fermées par les agents de train et qu'il est donc autorisé à partir. Ce signal est actionné, selon les cas définis préalablement par le chef de train juste avant qu'il n'embarque à son tour et ne ferme les portes, ou par le chef-circulation (pour des trains de marchandises, dans les gares où l'autorisation de départ est requis). Ce genre de signaux est progressivement abandonné aux CFF,  remplacé  par une autorisation transmise par le chef de train au moyen d'un SMS.
Sur les mêmes signaux peuvent être présentés les ordres pour l'essai des freins, présentés à droite. L'image 401 présente l'indication serrer les freins, l'image 402 serrer les freins magnétiques, la 403 indiquant lâcher les freins et la 404 l'indication finale freins bons.

## Signaux pour les mouvements de manœuvre
Les signaux présentés dans cette section s'adressent principalement aux mouvements de manœuvre. Certains (notamment les signaux de barrage et les signaux nains) sont réglementairement valable pour toutes circulations, mais sauf cas exceptionnel, ils ne contredisent pas les signaux lumineux présentés ci-dessus. C'est pourquoi ils présentés ici.
En Suisse, les mouvements de manœuvre sont gérés soit par les signaux pour la manœuvre, soit par les signaux nains. La signalisation pour les circulations de train, décrite ci-dessus, n'étant pas valable pour les mouvements de manœuvre ceux-ci franchissent tous ces signaux alors qu'ils présentent l'arrêt. Par ailleurs la signalisation lumineuse applicable aux mouvements de manœuvre n'est pas protégée par l'arrêt automatique des trains Integra-Signum ni par le ZUB 121 ou les balises ETCS L1LS. Ainsi les locomotives dédiées uniquement aux courses de manœuvre ne sont en général pas équipées de ces équipements.
La vitesse maximum des mouvements de manœuvre en gare est de 30 km/h et peut être augmentée à 40 km/h dans certains cas; elle doit toujours être adaptée à la visibilité, aux particularités locales et aux moyens de freinages disponibles.
Lorsque le mouvement de manœuvre circule en pleine voie, c'est-à-dire entre les signaux d'entrée de deux gares successives, la vitesse maximum est portée à 60 km/h.
Dans les zones non équipées de signaux et dont les aiguillages sont manuels, les ordres sont donnés par gestes et signaux acoustiques, ou par la radio.
Notons enfin que quel que soit le type de signalisation utilisée, l'assentiment transmis par le signal s'adresse au chef de manœuvre qui ensuite autorisera le départ du mouvement, ceci afin d'éviter les accidents dans le cas où l'équipe de manœuvre serait en train d'agir sur un véhicule.

### Le signal de barrage

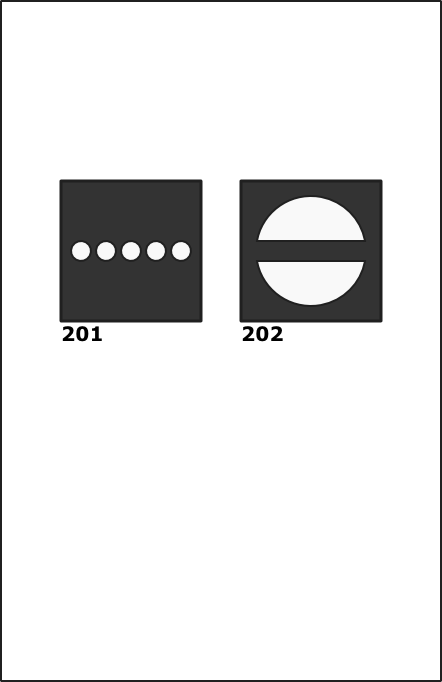
Signaux de barrage lumineux et mécanique

Le signal de barrage est l'un des rares signaux à être valable pour les trains et les mouvements de manœuvre. On le rencontre pour protéger des portions de voies, des éléments dérailleurs, des passages à niveau ou des aiguillages le tout généralement en gare.
Lorsqu'il est présenté, il impose l'arrêt à tous les convois qui seraient amenés à le franchir. Éteint et surmonté d'un triangle blanc, il ne présente aucune signification et peut donc être franchi, s'il n'est par contre pas surmonté d'un triangle blanc, comme c'est le cas ici à gauche, pour pouvoir être franchi il devrait présenter l'image assentiment pour le mouvement de manœuvre présentée dans la partie signaux de manœuvre. Le signal mécanique lui est simplement pivoté de 90° de façon à ne pas être visible lorsqu'il peut être franchi.
Lorsque le signal de barrage est utilisé pour arrêter une circulation en tant que train qui obéit aux signaux lumineux de type L ou N, il équivaut à un signal lumineux présentant l'image arrêt (un feu rouge). Par conséquent, il est précédé d'un signal avancé affichant une image itinéraire court ou avertissement.

### Signaux de manœuvre
Les signaux pour la manœuvre sont historiquement plus anciens et également moins sûrs que les signaux dits nains. En effet, les signaux de manœuvre règlent des parcours de manœuvre, qui ne sont donc pas protégés par un appareil d'enclenchement et qui ne sont pas verrouillés. Il en résulte qu'il incombe au mécanicien de contrôler que les aiguillages soient correctement positionnés le long de son parcours.
Les signaux de manœuvre peuvent protéger plusieurs voies et même une zone d'aiguillages complète dans le cas du signal d'évacuation.
| Aspects                    | Signification |
| -------------------------- | --- |
|                            | |
| Signal d'évacuation        | |
|                            | manœuvre autorisée: la zone protégée peut être utilisée pour des mouvements de manœuvre |
|                            | manœuvre interdite: la zone protégée par le signal doit être immédiatement évacuée et maintenue libre                                                                                               |
| Signal d'arrêt de manœuvre | |
|                            | assentiment pour le mouvement de manœuvre: celui-ci peut commencer ou être poursuivi. |
|                            | arrêt pour les mouvements de manœuvre: ceux-ci doivent s'arrêter devant le signal d'interdiction, respectivement devant le signal limite de garage qui protège l'aiguillage concerné par le signal. |

### Les signaux nains
À l'inverse, l'utilisation des signaux nains protègent des itinéraires qui sont eux protégés par un appareil d'enclenchement et sont donc verrouillés. Les aiguillages situés dans les zones équipées de signaux nains sont ainsi dépourvus de lanternes d'aiguillage.
Les signaux nains peuvent présenter trois positions : 
| Aspects       | Signification |
| ------------- | --- |
| Signaux nains | arrêt qui interdit le passage et le départ d'un mouvement de manœuvre.                                                                                                 |
| Signaux nains | avancer prudemment qui autorise également le franchissement mais prévient qu'un obstacle (signal à l'arrêt ou véhicule) peut se trouver immédiatement après le signal. |
| Signaux nains | avancer qui autorise le franchissement par le mouvement de manœuvre.                                                                                                   |

Les signaux nains sont normalement situés à gauche de la voie et ne s'appliquent qu'à celle-ci. Ils s'ouvrent également pour le passage d'un train, en complément des signaux pour la circulation des trains présenté ci-dessus.

## Panneau pour les tronçons devant être parcourus à vitesse réduite

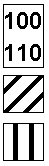
Panneaux de réduction de vitesse

En Suisse, la vitesse maximale d'un tronçon n'est indiqué que sur les tableaux de parcours, soit un document papier que prendra le mécanicien de locomotive et qui indique pour chaque partie du parcours emprunté les différentes vitesses applicables. Cependant, les courbes devant être empruntées à vitesse réduite sont également indiquées par des panneaux en plus des documents papier. Les panneaux indiquant ces réductions s'appellent panneau pour les tronçons devant être parcourus à vitesse réduite. Il y a toujours, sauf immédiatement après une gare, un panneau avancé qui indique la vitesse du tronçon, suivi d'un panneau d'exécution de vitesse et enfin un signal final qui autorise la remontée à la vitesse maximale de la voie. Lorsque plusieurs vitesses sont indiquées, celle du bas s'applique toujours aux trains de catégorie supérieure et celle du haut aux trains de catégories inférieures.
Dans l'exemple présenté à droite se trouve, en haut, un signal avancé de tronçon à vitesse réduite avec les indications de vitesse 100 km/h et 110 km/h, au milieu un signal d'exécution puis un signal final qui autorise la remontée en vitesse au dégagement de la queue du train.
Il existe également des signaux de réductions de vitesse de forme ronde, avec un pourtour orange ou vert, qui s'appliquent uniquement aux trains pendulaires. Ces signaux fonctionnent selon le même principe.

## Traction électrique
Les panneaux pour la traction électrique ne s'adressent qu'aux trains alimentés par l'électricité captée par un pantographe sur une ligne de contact. Ils s'appliquent à tous les modes de circulation dans les zones de signaux extérieurs ainsi qu'aux trains qui ne sont pas surveillés par la signaux en cabine dans les zones équipées, comme par exemple les mouvements de manœuvre.

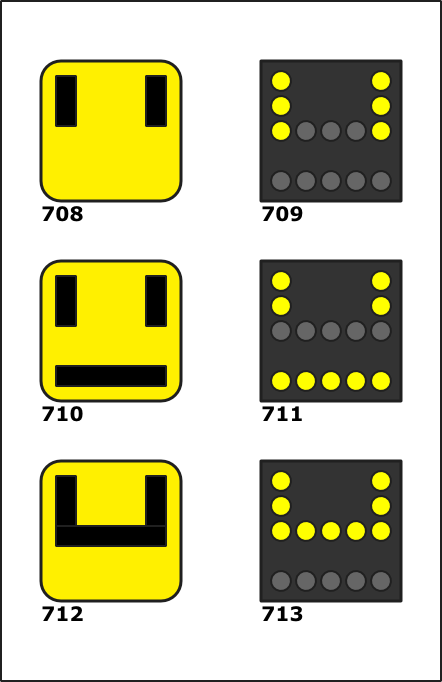
Panneaux de section de protection

### Section de protection
Les sections de protection sont des parties de ligne de contact qui ne sont pas alimentés en électricité de façon à protéger deux zones alimentées par différentes sources de courant alternatif qui ne sont pas en phase et pourraient donc créer des court-circuits entre elles. De longueurs variable mais n'excédant en général pas 200 mètres, les sections de protections doivent être franchies avec le disjoncteur principal de l'engin de traction ouvert, ce qui équivaut plus ou moins à couper le contact sur une voiture.
Dès lors, des panneaux prévenant le mécanicien des opérations à effectuer sont nécessaires, ils peuvent être présentés sous la forme de panneau ou de signaux lumineux.
Les images 708 et 709 présentent le signal à distance de section de protection qui n'est utilisé que dans le cas de section de protection dites facultative, à savoir qui ne sont en fonction que de manière épisodique. Les images 710 et 711 montrent le signal de début de la section, à leur franchissement le mécanicien doit avoir déclenché et parfois, lors de traction en unité multiple notamment, abaissé les pantographes. Enfin, les images 712 et 713 indiquent au mécanicien qu'il peut réenclencher et par conséquent remonter les pantographes si nécessaires.

### Signaux pour manœuvre du pantographe
Lors du changement de mode d'alimentation qui requiert également un changement de format de la ligne de contact (par exemple entre les courants alternatif et continu, comme à la frontière avec l'Italie), il existe une zone sans ligne de contact qui ne peut pas être franchie avec le pantographe levé. Ces zones sont indiquées par les panneaux suivants.
| Signal | Description |
| ------ | --- |
|        | Ce signal annonce une zone qui doit être franchie avec le pantographe baissé. Il permet au mécanicien de faire les manipulations nécessaires pour avoir ouvert le disjoncteur principal et abaissé le pantographe avant le signal suivant. |
|        | Début la zone qui doit être franchie avec le pantographe baissé. Il est à noter que ce signal est également utilisé dans les gares et sur les voies de raccordement pour indiquer la fin de la ligne de contact.                           |
|        | Ce signal indique la fin de zone qui doit être franchie avec le pantographe baissé. Le mécanicien peut remonter le pantographe une fois que tous les pantographes ont libéré la zone.                                                      |

## Autres panneaux
Bien d'autres panneaux existent dont voici une petite sélection.
| Aspect | Signification                                                                                             |
| ------ | --- |
|        | Les trains et les mouvements de manœuvre doivent s'arrêter devant le signal.                              |
|        | Les trains et les mouvements de manœuvre doivent actionner le signal avertisseur à hauteur de ce panneau. |

## Signalisation en cabine
La signalisation extérieure ne peut être utilisée que sur des tronçons dont la vitesse ne peut dépasser 160 km/h. Pour les tronçons où la vitesse maximale est supérieure, la signalisation en cabine est obligatoire. Dans ce cas de figure, l'ETCS niveau 2 est mis en œuvre. Les tronçons sont indiqués par les panneaux suivants:
| Aspect | Signification                                               |
| ------ | ----------------------------------------------------------- |
|        | Signal de début de zone équipée de signalisation en cabine. |
|        | Signal de fin de zone équipée de signalisation en cabine.   |

Seuls les trains équipés en conséquence peuvent entrer sur les tronçons équipés de la signalisation en cabine. Pour les autres, ils doivent obligatoirement s'arrêter avant d'entrer dans la zone. Le panneau de début de zone de signalisation en cabine fait office de panneau commandant l'arrêt pour ces derniers.

### Signaux de manœuvre
Les mouvements de manœuvre ne sont pas surveillés de la même manière que les convois circulant en tant que train. Dans les zones où il est possible d'effectuer des mouvements de manœuvre, ceux-ci sont réglés par des signaux de manœuvre ETCS. Ces signaux sont presque identiques aux signaux nains dans les zones de signalisation extérieure, avec deux différences:
- les lampes sont de couleur bleue et
- ils ne s'ouvrent que pour les mouvements de manœuvre.

La différence de couleur par rapport aux signaux nains est pour éviter que les mécaniciens ne s'habituent pas à franchir des signaux nains commandant l'arrêt dans les zones pourvues de signalisation en cabine alors que les mêmes signaux nains s'ouvrent pour les mouvements en tant que train dans les zones de signalisation extérieure. Ainsi les deux types de signaux sont bien différenciés.
| Aspect | Signification |
| ------ | --- |
|        | Arrêt, le mouvement de manœuvre doit s'arrêter avant le signal. |
|        | Avancer prudemment, le mouvement de manœuvre peut débuter ou se poursuivre, mais un obstacle (tel qu'un véhicule ou signal d'arrêt) peut se trouver immédiatement après le signal. |
|        | Avancer, le mouvement de manœuvre peut débuter ou se poursuivre. |

Arrière d'un signal de manœuvre ETCS avec lanterne allumée.

Panneau de fin de manœuvre ETCS.

Comme pour les signaux nains, les signaux de manœuvre ETCS disposent d'une lanterne à l'arrière qui s'allume lorsque l'avant de signal affiche l'image avancer ou avancer prudemment. Ils disposent également d'une flèche indiquant la voie pour lequel le signal est valide. Ces signaux étant normalement posés à gauche de la voie à laquelle ils s'appliquent dans le sens de la marche, vu de l'arrière ils se retrouvent habituellement de l'autre côté.
La fin des zones prévues pour les manœuvres est indiqué par un panneau d'arrêt, similaire au panneau qui se trouve dans les zones de signalisation extérieure.

## Ordres
Dans certains cas, la signalisation lumineuse ou les panneaux de signalisation ne peuvent être suffisants à l'accomplissement en toute sécurité d'un mouvement. C'est par exemple le cas lors de certains types de manœuvres ou lorsque des dérangements aux installations de sécurité surviennent. Dès lors, différentes prescriptions ont été édictées de façon à répondre à ces situations.

### Ordres pour la manœuvre
En général, un mouvement de manœuvre est effectué dans le sens avant, c'est-à-dire que le mécanicien de locomotive voit le parcours situé devant lui et peut donc réagir à la vue des signaux que se présentent à lui, tels les signaux nains ou les signaux pour la manœuvre; si la locomotive n'est dotée que d'une seule cabine de conduite, la lampe frontale supérieure de signalisation de l'une des extrémités de la locomotive sera couverte d'une cible noire avec un "V" en blanc : cette dernière désigne l'avant de la locomotive. Néanmoins si le convoi doit être refoulé, le mécanicien n'a alors plus aucune vision du parcours emprunté; de même, si aucun signal n'est visible par lui, il ne peut bouger sans ordre. Ces ordres sont donnés par le chef de manœuvre qui dès lors reprend le rôle sécuritaire normalement dévolu à un signal.
Les ordres pour la manœuvre peuvent être transmis soit par radio, dans ce cas-là le mécanicien doit répéter l'ordre en commençant sa phrase par « compris » et le chef de manœuvre quittance alors la bonne réception à l'aide du terme « juste ! », soit par des signaux acoustiques ou visuels.
Les signaux acoustiques et visuels pour la manœuvre permettent notamment d'ordonner au mécanicien d'effectuer un déplacement, d'aller garer sur un véhicule, de lancer un véhicule, de ralentir et de s'arrêter.
Il est enfin prévu que lors d'un doute, le mouvement de manœuvre doit en tous les cas être arrêté le plus vite possible, et ce avant même la demande de répétition de l'ordre.

### Ordres pour les circulations de train
Lorsqu'un dérangement perturbe l'exploitation ou que des informations relatives à la conduite d'un train n'ont pu être transmises dans les délais à un mécanicien, il existe pour le chef-circulation la possibilité d'édicter un formulaire d'ordres. Le formulaire d'ordres est un document très important du point de vue de la sécurité ferroviaire car il est hiérarchiquement supérieur à toute signalisation.
Ainsi un formulaire d'ordres peut ordonner au mécanicien de franchir un ou plusieurs signaux présentant l'image d'arrêt, de franchir un passage à niveau dont les barrières seraient restées ouvertes, de réduire sa vitesse sur un tronçon défini, d'abaisser son pantographe sur un tronçon précis, de rouler en marche à vue ou encore d'entrer sur une voie occupée par un autre convoi.
Le formulaire d'ordres permettant de passer outre tous les dispositifs de sécurité mis en place en matière de circulation, il est soumis à des règles de rédaction très stricts et est édicté en respectant des check-lists précises. De plus il contient obligatoirement des informations relatives au destinataire, les données relatives à l'expéditeur telles que le nom, la fonction le lieu et la date de rédaction, de façon à éviter toute confusion lors de la remise. Le mécanicien est responsable de vérifier que l'ordre qui lui est adressé s'adresse à lui et soit correctement rempli.
Un formulaire d'ordres peut être remis en mains propres au mécanicien du train mais un ordre peut aussi être dicté par une transmission en phonie à ce dernier. Dans ce cas-là, le train doit être arrêté pour la consignation de l'ordre.

## Sources
Prescriptions de circulation des trains (PCT) sur admin.ch